# راضي زايد
راضي سعيد زايد مواليد 28 نوفمبر 1988، هو لاعب كرة قدم سعودي.

## مسيرة اللاعب
لعب في نادي الترجي ونادي الجبلين ونادي الوشم ونادي العدالة ونادي الساحل ونادي الجبيل ونادي النور.